# Municipio de Zapotlán de Juárez
El municipio de Zapotlán de Juárez es uno de los ochenta y cuatro municipios que conforman el estado de Hidalgo en México. La cabecera municipal es la localidad de Zapotlán de Juárez y la localidad más poblada es Acayuca.
El municipio se localiza al sur del territorio hidalguense entre los paralelos 19°55′ y 20°3′ de latitud norte; los meridianos  98°47′ y 98°56′ de longitud oeste; con una altitud de entre 2300 y 2700 m s. n. m. Este municipio cuenta con una superficie de 105.30 km², y representa el 0.51 % de la superficie del estado; dentro de la región geográfica denominada como Cuenca de México.
Colinda al norte con los municipios de San Agustín Tlaxiaca, Pachuca de Soto y Zempoala; al este con los municipios de Zempoala y Villa de Tezontepec; al sur con los municipios de Villa de Tezontepec y Tolcayuca; al oeste con el municipio de Tolcayuca.

## Toponimia
Zapotlán, deriva su nombre de las raíces nahoas; zapoiti "zapote" y tlán, "lugar". Que quiere decir "lugar de zapotes".

## Geografía

### Relieve e hidrográfica
En cuanto a fisiografía se encuentra dentro de las provincia de la Eje Neovolcánico; dentro de la subprovincia del Lagos y Volcanes de Anáhuac (68.0%), Llanuras y Sierras de Querétaro e Hidalgo (32.0%). Su territorio es llanura (68.0%) y sierra (32.0%).
En cuanto a su geología corresponde al periodo cuaternario (49.0%), neógeno (39.79%). Con rocas tipo extrusiva: basalto-brecha volcánica básica (19.0%), volcanoclástico (18.0%) y brecha volcánica básica (1.79%) Sedimentaria: conglomerado (1.0%) Suelo: aluvial (49.0%). En cuanto a cuanto a edafología el suelo dominante es phaeozem (30.0%), leptosol (24.79%), cambisol (20.0%) y vertisol (14.0%).
En lo que respecta a la hidrología se encuentra posicionado en la región hidrológica del Pánuco (3.0%); en las cuencas del río Moctezuma; dentro de las subcuenca del río Tezontepec (99.0%) y río salado (1.0%).

### Clima
El municipio presenta una variedad de climas,  Semiseco templado (73.0%) y templado subhúmedo con lluvias en verano, de menor humedad (27.0%). Registra una temperatura media anual de 16.2 °C., una precipitación pluvial de 532 milímetros por año y el período de lluvias es de marzo a septiembre.

### Ecología
En flora tiene una vegetación de tipo matorral disperso y pastizales. En cuanto a fauna se cuenta con zorrillo, ardilla, coyote, conejo y topo.

## Demografía

### Población
De acuerdo a los resultados que presentó el Censo de Población y Vivienda 2020 del INEGI, el municipio cuenta con un total de 18 748 habitantes, siendo 10 342 hombres y 11 101 mujeres. Tiene una densidad de 203.7 hab/km², la mitad de la población tiene 30 años o menos, existen 93 hombres por cada 100 mujeres.
El porcentaje de población que habla lengua indígena es de 1.11 %, el porcentaje de población que se considera afromexicana o afrodescendiente es de 0.92 %. Tiene una Tasa de alfabetización de 99.4 % en la población de 15 a 24 años, de 95.7 % en la población de 25 años y más. El porcentaje de población según nivel de escolaridad, es de 3.5 % sin escolaridad, el 58.1 % con educación básica, el 24.4 % con educación media superior, el 13.9 % con educación superior, y 0.1 % no especificado.
El porcentaje de población afiliada a servicios de salud es de 57.9 %. El 40.0 % se encuentra afiliada al IMSS, el 44.7 % al INSABI, el 8.7 % al ISSSTE, 0.3 % IMSS Bienestar, 4.4 % a las dependencias de salud de PEMEX, Defensa o Marina, 0.7 % a una institución privada, y el 2.0 % a otra institución. El porcentaje de población con alguna discapacidad es de 5.6 %. El porcentaje de población según situación conyugal, el 31.9 % se encuentra casada, el 35.6 % soltera, el 21.7 % en unión libre, el 4.9 % separada, el 1.3 % divorciada, el 4.6 % viuda.
Para 2020, el total de viviendas particulares habitadas es de 5849 viviendas, representa el 0.7 % del total estatal. Con un promedio de ocupantes por vivienda 3.7 personas. Predominan las viviendas con tabique y block. En el municipio para el año 2020, el servicio de energía eléctrica abarca una cobertura del 99.5 %; el servicio de agua entubada un 69.3 %; el servicio de drenaje cubre un 98.8 %; y el servicio sanitario un 98.7 %.

### Localidades
Para el año 2020, de acuerdo al Catálogo de Localidades, el municipio cuenta con 13 localidades.
| Código INEGI | Localidad               | Población (2020) | Porcentaje (%) | Ámbito Población | Categoría Población |
| ------------ | ----------------------- | ---------------- | -------------- | ---------------- | ------------------- |
| 130820002    | Acayuca                 | 11 018           | 51.383         | Urbana           | Pueblo              |
| 130820003    | San Pedro Huaquilpan    | 5175             | 24.134         | Urbana           | Pueblo              |
| 130820001    | Zapotlán de Juárez      | 4978             | 23.215         | Urbana           | Cabecera municipal  |
| 130820036    | La Fortaleza            | 169              | 0.788          | Rural            | Ranchería           |
| 130820025    | San Isidro              | 46               | 0.215          | Rural            | Ranchería           |
| 130820028    | Plan de Guadalupe       | 29               | 0.135          | Rural            | Ranchería           |
| 130820004    | San Javier              | 8                | 0.037          | Rural            | Ranchería           |
| 130820016    | El Rincón               | 5                | 0.023          | Rural            | Ranchería           |
| 130820041    | El Regalo [Rancho]      | 4                | 0.019          | Rural            | Ranchería           |
| 130820040    | San José Arena [Rancho] | 4                | 0.019          | Rural            | Ranchería           |
| 130820032    | Zapotlán [Gasolinera]   | 4                | 0.019          | Rural            | Ranchería           |
| 130820023    | La Cañada               | 2                | 0.009          | Rural            | Ranchería           |
| 130820008    | San Pedro Huitepec      | 1                | 0.005          | Rural            | Ranchería           |

## Política
Se erigió como municipio el 8 de septiembre de 1935. El Ayuntamiento está compuesto por: un presidente municipal, un síndico, 8 regidores, y 2 delegados municipales. De acuerdo al Instituto Nacional electoral (INE) el municipio está integrado por 8 secciones electorales, de la 1619 a la 1626.
Para la elección de diputados federales a la Cámara de Diputados de México y diputados locales al Congreso de Hidalgo, se encuentra integrado al VI Distrito Electoral Federal de Hidalgo y al XVI Distrito Electoral Local de Hidalgo.  A nivel estatal administrativo pertenece a la Macrorregión I y a la Microrregión XVI, además de a la Región Operativa I Pachuca.

### Cronología de presidentes municipales
| Periodo                  | Nombre                          | Afiliación política        |
| ------------------------ | ------------------------------- | -------------------------- |
| 1958-1961                | Mariano Escorcia Islas          | -                          |
| 1961-1964                | Ernesto Pasten Vázquez          | -                          |
| 1964-1967                | Pablo Orozco Parra              | -                          |
| 1967-1970                | Antonio Castrejon Gómez         | -                          |
| 1970-1973                | Elías Pasten Díaz               | -                          |
| 1973-1976                | Gonzalo Gómez Cerón             | -                          |
| 1976-1979                | Sabido Olvera Lazcano           | -                          |
| 1979-1982                | Jaime Gómez Vázquez             | -                          |
| 1982-1985                | Felipe Becerra Vargas           | -                          |
| 1985-1988                | Cutberto Gómez de Lucio         | -                          |
| 1988-1991                | Alejandro Pérez Cruz            | -                          |
| 1991-1994                | Héctor Joaquín Orozco Pineda    | -                          |
| 16/01/1994 al 15/01/1997 | Artemio Escorza Elizalde        | PRI                        |
| 16/01/1997 al 15/01/2000 | José Alberto Narváez Gómez      | PRI                        |
| 16/01/2000 al 15/01/2003 | Saúl Pérez Pérez                | PRI                        |
| 16/01/2003 al 15/01/2006 | Guilebaldo Recinas García       | PRI                        |
| 16/01/2006 al 15/01/2009 | Fernando Pérez Cerón            | PAN                        |
| 16/01/2009 al 15/01/2012 | Omar Gómez Pineda               | Mas x Hidalgo              |
| 16/01/2012 al 04/09/2016 | Mariano Escorcia Gómez          | PRI                        |
| 05/09/2016 al 04/09/2020 | Erick Edgardo Islas Cruz        | PRD → MORENA               |
| 05/09/2020 al 14/12/2020 | Diana Berenice Jiménez Bautista | Concejo municipal Interino |
| 15/12/2020 al 10/06/2021 | Manuel Aguilar García           | PMC                        |
| 15/06/2021 al 04/09/2024 | Hugo Salvador Álvarez Rivero    | PMC                        |
| 05/09/2024 al 04/09/2027 | Cynthia Arrellano Martínez      | Morena                     |

## Economía
En 2015 el municipio presenta un IDH de 0.763 Alto, por lo que ocupa el lugar 17.º a nivel estatal; y en 2005 presentó un PIB de $895,781,785.00 pesos mexicanos, y un PIB per cápita de $54,313.00 (precios corrientes de 2005).
De acuerdo con el Consejo Nacional de Evaluación de la Política de Desarrollo Social (Coneval), el municipio registra un Índice de Marginación Bajo. El 53.9% de la población se encuentra en pobreza moderada y 7.5% se encuentra en pobreza extrema. En 2015, el municipio ocupó el lugar 13 de 84 municipios en la escala estatal de rezago social.
A datos de 2015, en materia de agricultura se cultivan principalmente maíz con una superficie sembrada de 638 hectáreas, cebada con 4357 hectáreas y frijol con 20 hectáreas. En ganadería se cría de ganado bovino de leche y carne, el cual cuenta con una población de 775 cabezas, porcino con 725 cabezas, ovino con 7803 y caprino con 1063 cabezas.  En avicultura se cuenta con una población de 240 402 aves y pavos. En apicultura el municipio cuenta con dos colmenas las cuales producen la miel y la cera de abeja.
Para 2015 se cuenta con 1425 unidades económicas, que generaban empleos para 4914 personas. En lo que respecta al comercio, se cuenta con cinco tianguis, nueve tiendas Diconsa y dos lecheras Liconsa; además de un mercado público y un rastro. De acuerdo con cifras al año 2015 presentadas en los censos económicos por el INEGI, la Población Económicamente Activa (PEA) del municipio asciende a 7742 personas de las cuales 7518 se encuentran ocupadas y 224 se encuentran desocupadas. El 4.23%, pertenece al sector primario, el 44.75% pertenece al sector secundario, el 49.89% pertenece al sector terciario y el 1.13% no especificaron.